# Eix Macià
L'Eix Macià –oficialment, avinguda de Francesc Macià– és una gran avinguda de Sabadell que uneix la plaça de Catalunya amb la plaça de la Concòrdia. És un centre de serveis que agrupa l'oferta comercial, de negocis i d'oci.
A la vorera dreta hi ha centres comercials com el Corte Inglés i el Paddock Boulevar, el Gran Hotel Verdi, gratacels d'oficines com la Torre Millenium (el més alt de la ciutat) i els jutjats. A la vorera esquerra hi ha el parc de Catalunya, la Cambra de Comerç i els Multicines Eix Macià. I a les dues voreres hi ha bars, terrasses i restaurants de tota classe, així com diferents habitatges.
La seva creació es remunta a principis dels anys 90, en el marc d'una transformació urbanística que va marcar la transició de Sabadell d'una ciutat predominantment industrial a una orientada cap als serveis. Aquesta transformació va incloure la inauguració del parc de Catalunya el 1992.
Des de la seva inauguració, l'Eix Macià ha estat objecte de debats sobre les seves virtuts i desafiaments. En els darrers anys, s'han impulsat projectes per revitalitzar aquesta àrea, incloent-hi una inversió de 12 milions d'euros per part de l'Ajuntament de Sabadell per transformar l'Eix Macià, amb la col·laboració del sector privat en la reactivació d'espais com el Llac Center i el Paddock.